# Dlambah Dajah
Dlambah Dajah is een bestuurslaag in het regentschap Bangkalan van de provincie Oost-Java, Indonesië. Dlambah Dajah telt 3454 inwoners (volkstelling 2010).